# Ventspils novads
Ventspils novads is een gemeente in Koerland in het westen van Letland. Het bestuurscentrum is de stad Ventspils, die zelf echter niet tot de gemeente behoort.
De gemeente ontstond in 2009 bij een herindeling, waarbij de stad Piltene (met omliggend gebied) en de landelijke gemeenten Ance, Jūrkalne, Pope, Puze, Tārgale, Ugāle, Usma, Užava, Vārve, Ziri en Zlēka werden samengevoegd.
Het grondgebied van de gemeente Ventspils novads valt samen met dat van het eerdere district Ventspils (Ventspils rajons, 1949-1962 en 1967-2009).
In de gemeente bevindt zich het natuurreservaat Moricsala.
Nationale steden (valstspilsētas):

Daugavpils  · Jelgava · Jūrmala · Liepāja · Rēzekne · Riga · Ventspils

Gemeenten (novadi):

Ādažu novads
· Aizkraukles novads
· Alūksnes novads
· Augšdaugavas novads
· Balvu novads
· Bauskas novads
· Cēsu novads
· Dienvidkurzemes novads
· Dobeles novads
· Gulbenes novads
· Jelgavas novads
· Jēkabpils novads
· Krāslavas novads
· Kuldīgas novads
· Ķekavas novads
· Limbažu novads
· Līvānu novads
· Ludzas novads
· Madonas novads
· Mārupes novads
· Ogres novads 
· Olaines novads
· Preiļu novads
· Rēzeknes novads 
· Ropažu novads
· Salaspils novads
· Saldus novads
· Saulkrastu novads
· Siguldas novads
· Smiltenes novads
· Talsu novads
· Tukuma novads
· Valkas novads
· Valmieras novads
· Varakļānu novads
· Ventspils novads 